# Bios (zespół muzyczny)
Bios (zapis stylizowany: BIOS) – polski zespół muzyczny założony w 2017 w Bieszczadach i wykonujący muzykę pop z elementami bluesa i soulu. Grupę tworzą: wokalista Kamil Bijoś, gitarzysta Kacper Stolarczyk, perkusista Daniel Kapustka, basista Wojtek Famielec i pianista Artur Michalski.

## Historia
W skład zespołu tworzą muzycy koncertowi, którzy dotychczas współpracowali na rynku muzycznym z innymi polskimi artystami. Swoje autorskie piosenki tworzą w Wąchocku, co jest spowodowane chęcią spotkania się między Warszawą a Krakowie, gdzie mieszkają członkowie formacji. Pierwszy koncert jako BIOS zagrali 26 kwietnia 2023 w warszawskiej „Stodole”, gdzie muzycy wystąpili jako support dla zespołu Poluzjanci.
15 kwietnia 2024 wydali debiutancki album studyjny pt. Pierwsze rozdanie, który promowali singlami: „Melodia”, „Cios”, „Hylofobia” i „Krótko o przyjaźni”. Z ostatnim z utworów dotarli do trzeciego miejsca na Listy przebojów Programu Trzeciego Polskiego Radia.